# 化け猫 (曲)
「化け猫」（英: Bakeneko）は、日本のシンガーソングライター・キタニタツヤの楽曲。デジタル配信限定シングルとして2022年12月9日にMASTERSIX FOUNDATIONから各音楽配信サービスにてリリースされた。

## 概要
キタニタツヤが2021年11月より行っていた企画「Leaks From His Laptop」にて配信されていたデモ音源のひとつ「化け猫 (Leaks From His Laptop)」を完成させた楽曲。
12月9日にミュージックビデオがYouTubeにて公開された。イラストはムラサキヒムシ、動画はKazz Fukuda。

## 収録曲
| #         | タイトル   | 作詞・作曲・編曲 | 時間 |
| --------- | ---------- | ---------------- | ---- |
| 1.        | 「化け猫」 | キタニタツヤ     | 2:47 |
| 合計時間: | 合計時間:  | 合計時間:        | 2:47 |

## クレジット
- Words & Music & Arrangement, All Instruments：キタニタツヤ
- Mix：土岐彩香
- Mastering：酒井秀和(Sony Music Studios Tokyo)